# تاکاناوا

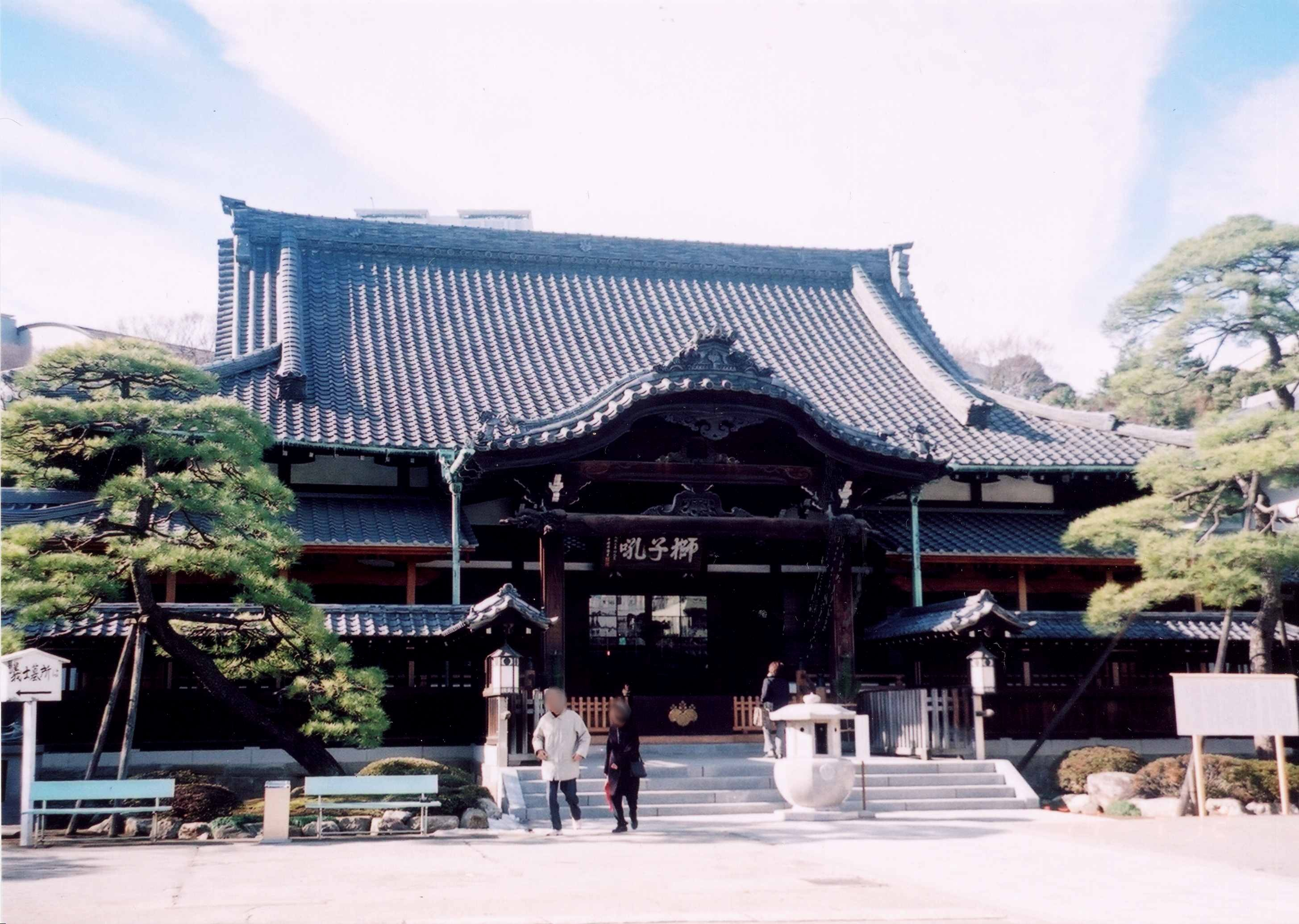
معبد سنگاکوجی در محلهٔ تاکاناوا

تاکاناوا (به ژاپنی: 高輪 Takanawa) یکی از محله‌های توکیو پایتخت ژاپن است که در منطقهٔ میناتو واقع شده‌است.

## ایستگاه راه‌آهن
- جی آر، خط یامانوته، ایستگاه کاندا